# Michael López
Michael Steven López (ur. 19 sierpnia 1997 w Lomas de Zamora) – argentyński piłkarz występujący na pozycji napastnika, od 2025 roku zawodnik węgierskiego Kecskemétu.